# 柳谷寛
柳谷 寛（やなぎや かん、1911年11月8日 ‐ 2002年2月19日）は、日本の俳優。本名同じ。長男は俳優の柳谷慶寿、次男は数学者・作家の柳谷晃。

## 来歴・人物
1911年11月8日、青森県青森市に生まれる。旧制東奥義塾中等部（現在の東奥義塾高等学校）を経て、日本映画俳優学校卒業後、P.C.L.に入社して映画『坊つちやん』のガキ大将役でデビューする。1938年にP.C.L.が東宝に改編された後も、同社の作品に多く出演した。
戦後は菅井一郎らの俳優グループ第一協団に所属して、東宝・大映・東映・日活など幅広く活躍。独特の演技で才能を発揮し、朴訥（）とした雰囲気を持つ個性派の脇役俳優として知られた。東映の映画『月光仮面』には五郎八役で全シリーズに出演。また円谷プロダクション制作の特撮にも出演。警官・船の乗組員といった様々な役を演じる。
2002年2月19日死去。90歳没。

## 出演作品

### 映画
- 坊つちやん（1935年、P.C.L） - ガキ大将
- 巨人傳（1938年、東宝） - 安造
- 上海陸戦隊（1939年、東宝） - 吉川一等水兵
- 燃ゆる大空（1939年、東宝） - 機附兵
- 東京の女性（1939年、東宝） - セールスマン
- 女學生と兵隊（1940年、宝塚映画） - 田中新太郎
- 旅役者（1940年、東宝） - 中村仙太
- 指導物語（1941年、東宝） - 班長
- 馬（1941年、東宝） - 村の青年
- ハワイ・マレー沖海戦（1942年、東宝） - 谷本予備少尉[1]
- 南海の花束（1942年、東宝） - 無電技師
- 翼の凱歌（1942年、映画配給会社）
- モンペさん（1944年、大映） - 江藤の部下
- 朗らか週間 第三話 希望の船出（1946年、松竹） - 野口新七
- 野良犬（1949年、新東宝） - 水撒きの巡査
- ジャコ万と鉄（1949年、東宝） -  漁師
- 軍艦すでに煙なし（1950年、新映画社） - 刈田
- 脱獄（1950年、東宝） - 岡田看守
- 暁の脱走（1950年、新東宝） - 山本上等兵
- 暁の追跡（1950年、新東宝） - 田部巡査
- 悲歌（1951年、東宝） - 護送看守
- 恋人（1951年、新東宝） - 運ちゃん
- 青い真珠（1951年、東宝） - 新太郎
- わかれ雲（1951年、新東宝）
- お国と五平（1952年、東宝） - 薬売り
- 南国の肌（1952年、東宝）
- 足にさわった女（1952年、東宝） - かつぎ屋
- 原爆の子（1952年、近代映画協会）
- 悲劇の将軍 山下泰文（1953年、東映） - 警備兵
- 天晴れ一番手柄 青春銭形平次（1953年、東宝）  - 三輪の万七
- 魚河岸の石松シリーズ（東映） - 木野金太（キノキン）
  - 続魚河岸の石松（1953年）
  - 続々魚河岸の石松（1953年）
  - 続々魚河岸の石松 大阪罷り通る（1954年）
  - 続続続続魚河岸の石松 女海賊と戦う（1954年）
  - 魚河岸の石松 石松と女石松（1955年）
  - 魚河岸の石松 マンボ石松踊り（1955年）
  - 魚河岸の石松 石松故郷へ帰る（1955年）
  - 三代目魚河岸の石松（1958年）
- 弥次喜多 第二部 高野山巻（1954年、東映）
- 家庭の事情 馬ッ鹿じゃなかろかの巻（1954年、宝塚映画） - 広川課長
- どぶ（1954年、近代映画協会） - 運転手
- 黒い潮（1954年、日活） - 中橋写真部員
- 愛と死の谷間（1954年、日活） - 交番の警官
- 泥だらけの青春（1954年、日活） - ラッパの寛ちゃん
- 俺の拳銃は素早い（1954年、日活） - 五島巡査
- 鶏はふたたび鳴く（1954年、新東宝） - ヨーさん
- 虹の谷（1954年、第一協団）
- サラリーマン 目白三平（1955年、東映） - 靴を踏まれる男
- 力道山物語 怒涛の男（1955年、日活） - 春勇（中年期）
- 狼（1955年、近代映画協会） - 岡野
- ドラムと恋と夢（1956年、日活） - 見世物小屋の呼び込み
- ニコヨン物語（1956年、日活） - 厳さん
- 牛乳屋フランキー（1956年、日活） - ブルドッグ牛乳の親父
- 8時間の恐怖 （1957年、日活、監督鈴木清順） - セールスマン
- 孤獨の人（1957年、日活） - バスの運転手
- 青春の冒険（1957年、日活） - 戸籍係のじいさん
- 九人の死刑囚（1957年、日活） - 石塚
- フランキー・ブーチャンの殴り込み落下傘部隊（1958年） - 高村大尉
- 裸の大将（1958年、東宝） - 五味巡査
- 人生劇場 青春篇（1958年、東宝） - 半介
- 影なき声（1958年、日活） - 鈴本
- 裸の太陽（1958年、東映）
- 月光仮面シリーズ（1958年 - 1959年、東映） - 五郎八
  - 第1部（1958年）
  - 第2部 絶海の死斗（1958年）
  - 第3部 魔人（サタン）の爪（1958年）
  - 第4部 怪人コング（1959年）
  - 第5部 幽霊党の逆襲（1959年）
  - 第6部 悪魔の最後（1959年）
- 旋風家族（1959年、東映） - デブチン
- 江戸の悪太郎（1959年、東映） - 権三
- 人間の條件 第三部（1959年、にんじんくらぶ） - 田ノ上二等兵
- 丹下左膳 妖刀濡れ燕（1960年、東映） - 谷左内
- 警視庁物語 血液型の秘密（1960年、東映） - 泉
- 水戸黄門（1960年、東映） - 又蔵
- がめつい奴（1960年、東宝） - 境内の巡査
- サラリーマン御意見帖 男の一大事（1960年、東宝） - 清水人事課長
- べらんめえ芸者シリーズ（東映）
  - 続べらんめえ芸者（1960年） - 善さん
  - 続々べらんめえ芸者（1960年） - 田所の中番頭野村
  - べらんめえ芸者罷り通る（1961年） - カジム
- 進藤の社長シリーズ（ニュー東映）
  - 石松社員は男でござる（1961年） - 谷
  - 次郎長社長と石松社員 威風堂々（1962年） - 花田
- 若さま侍捕物手帖 お化粧蜘蛛（1962年、東映） - がま久
- 喜劇 にっぽんのお婆あちゃん（1962年、松竹） - お巡りさん
- 青島要塞爆撃命令（1963年、東宝） - 戸田大尉[1]
- 女の歴史（1963年、東宝） - 世話役
- 100万人の娘たち（1963年、松竹） - 大野観光課長
- クレージー映画シリーズ（東宝）
  - クレージー作戦 先手必勝（1963年） - 上司
  - 日本一のゴリガン男（1966年） - 黒川
  - クレージーだよ奇想天外（1966年） - 議長
  - クレージー黄金作戦（1967年） - 陳情団の団長
  - クレージーの怪盗ジバコ（1967年） - 南小路館長
  - だまされて貰います（1971年） - 牛尾雄三
  - 日本一のショック男（1971年） - 村人
- 駆逐艦雪風（1964年、松竹）
- 乱れる（1964年、東宝） - 賀谷食糧品店主人
- 今日もわれ大空にあり（1964年、東宝） - 平さん
- 刑事(デカ) （1964年、東映） - 坂本巡査
- 昨日のあいつ今日のおれ (1965年、松竹)
- 香港の白い薔薇（1965年、東宝） - 李白水
- ひき逃げ（1966年、東宝） - 巡査
- 魔性の女（1968年、日活） - サラリーマンの男
- 喜劇 負けてたまるか!（1970年、東宝） - 清吉
- どんぐりッ子（1976年、東宝） - 八小父
- 人間の約束（1986年、東宝）
- マルサの女（1987年、東宝） - 食料品店主
- あげまん（1990年、東宝） - 養父
- スーパーの女（1996年、東宝） - お客さま

### テレビドラマ
- 狐のくれた赤ん坊 （1960年、NTV）
- ナショナル ゴールデン・アワー / 松本清張シリーズ・黒い断層「反射」（1961年、TBS）
- ゼロの焦点 （1961年、CX）
- 泣くなマックス 第24話「正月はそこまで」（1962年、TBS）
- 鉄道公安36号 第10話「悲しき復讐」（1963年、NET）
- 亀甲縞下郎侍 （1963年、NHK）
- NHK大河ドラマ（NHK）
  - 赤穂浪士（1964年） - 佐五平
  - 三姉妹（1967年） - 楊
  - 天と地と（1969年）- 役名なし
  - 樅の木は残った（1970年）- 役名なし
  - 国盗り物語（1973年） - 僧
  - 勝海舟（1974年） - 信太歌之助
  - 風と雲と虹と（1976年） - 老人
  - 花神（1977年） - 宿の番頭
  - 草燃える（1979年） - 称念
  - 獅子の時代（1980年） - 坂田重助
  - 峠の群像（1982年） - 竹内助左衛門
  - いのち（1986年） - 加川
  - 毛利元就（1997年） - 異雪慶珠和尚
- 風雪（NHK）
  - 明治の相場師（1964年） - 義平
  - 鹿鳴館前後（1964年） - 猿平
- 特別機動捜査隊（NET）
  - 第139回「密航」（1964年）
  - 第213回「悪女の影」（1965年）
  - 第687回「18歳未満お断り」（1975年）
- 青年同心隊 第1話「同心隊誕生」（1964年、TBS）- 伸六
- 刑事 第9話「栄光」（1965年、CX） - 寺田
- 乗っていたのは二十七人 第23話「弾丸」（1965年、NET）
- アスファルトジャングル 第1話（1965年、NET）
- ウルトラシリーズ
  - ウルトラQ （1966年、TBS） 
    - 第19話「2020年の挑戦」 - 宇田川刑事
    - 第28話「あけてくれ!」 - 沢村正吉

  - ウルトラマン 第6話「沿岸警備命令」（1966年、TBS） - 斧山船員
  - ウルトラセブン 第21話「海底基地を追え」（1968年、TBS） - 川田登船長
  - 帰ってきたウルトラマン 第42話「富士に立つ怪獣」（1972年、TBS） - 鳴沢村の駐在
  - ウルトラマン80 第42話「さすが! 観音さまは強かった!」（1981年、TBS） - 大谷町の老人
  - ウルトラマンダイナ 第8話「遥かなるバオーン」（1997年、MBS） - 乙吉老人
- 新吾十番勝負 第13話「危機一発」（1966年、TBS / 松竹テレビ室）- 六平
- 三匹の侍（CX）
  - 第4シリーズ 第2話「血闘」（1966年） - 飯屋の亭主
  - 第6シリーズ 第16話「死にたい女」（1969年） - 宿の亭主
- これが青春だ （1967年、NTV） - 赤垣の父
  - 第8話「18人の新主将」
  - 第25話「走れ! キャプテン」
- 風 第18話「過去からの呼び出し状」（1967年、TBS） - 吉兵衛
- 銭形平次 (CX)
  - 第35話「大晦日に帰った男」（1966年） - 松吉
  - 第86話「小さな幸せ」（1967年） - 庄兵衛
  - 第124話「血染めの手型」（1968年） - 嘉兵衛
  - 第219話「お化け葛籠」（1970年） - 権三
- 道頓堀（1968年、NTV） - 久造
- オレとシャム猫（1969年、TBS） - アヒル刑事
- 木下恵介アワー / おやじ太鼓 第2部 第3話（1969年、TBS） - バンコクの寿司屋の主人
- 青空に飛び出せ! 第22話「あぁ、一千万円」（1969年、TBS）
- 鞍馬天狗（1969年、NHK） - 八五郎
- 銀河ドラマ（NHK）
  - 女優 わが道（1969年） - 竹田
  - 潮風の女（1970年） - 局長
- 鬼平犯科帳 （第1シリーズ 1969年 - 1972年、NETテレビ） 第23話「罪（つみ）」（1970年3月10日）- 弥五郎
- 素浪人 花山大吉 第77話「心の中では泣いていた」（1970年、NET） - 烏堂のとっつあん
- ありがとう（1970 - 1972年、TBS） - 大坪千三、郵便屋
- 柔道一直線 第80話「必殺技・まんじ崩し − 共同生活とは何か −」（1971年、TBS）- 万願寺・住職
- 鬼平犯科帳'71 （第2シリーズ）第23話「泥鰌の和助始末」- 孫吉
- 大忠臣蔵 第4話「耐えがたき日々」（1971年、NET） - 米吉
- ワン・ツウ アタック! 第7話「涙をふッ飛ばせ」（1971年、12CH） - 早田絹代の父
- 人形佐七捕物帳 第10話「怪談・変幻地獄」（1971年、NET） - 彦兵衛
- 緊急指令10-4・10-10 第11話「妖怪・どろ人間」（1972年、NET） - 遠藤巡査
- 荒野の素浪人 第54話「銃撃 地獄の用心棒」（1972年、NET） - 宇之吉
- どっこい大作 第5話「自分の足で歩け」（1973年、NET） - 組合長
- ファイヤーマン 第7話「恐怖の宇宙細菌」（1973年、NTV） - ボイラー係 ※ノンクレジット
- 日本沈没 第8話「怒りの濁流」（1974年、TBS） - 源さん
- 銀河テレビ小説 （NHK）
  - 雨やどり（1975年） - おでん屋
  - 続・たけしくん、ハイ! （1986年）- 北川景山
  - 素晴らしき帰郷 （1988年）
- 隠し目付参上 第16話「怪談 濡れた死美女はすすり泣いたか」（1976年、MBS） - 伊助
- 伝七捕物帳 （NTV）
  - 第78話「娘さらい お化け騒動」（1975年）- 留造
  - 第116話「恨みの子守唄」（1976年）- 松旭亭楽斎
- 大江戸捜査網 (12ch)
  - 第239話「怨みの米騒動」（1976年） - 伊勢屋
  - 第474話「明日を夢見る浮草の女」（1980年） - 市兵衛
- 破れ傘刀舟 悪人狩り (NET)
  - 第106話「弥九郎 白夜に死す」（1976年） - 五平
  - 第130話「地獄の王将」（1977年） - 弥兵衛
- バトルホーク　第10話「紅鬼大人、死す!!」（1976年、12ch） - 作造
- 快傑ズバット 第2話「炎の中の渡り鳥」（1977年、12ch） - 彦左
- 横溝正史シリーズII / 仮面劇場（1978年、MBS） - 藤原源三
- ゆうひが丘の総理大臣 第6話「ライバルって何ですか?」（1978年、NTV）
- 土曜ドラマ (NHK)
  - 鎌田敏夫シリーズ 十字路 第二部 第1話「みちのく編 ブルートレインの少年」（1978年）
  - 松本清張シリーズ 天城越え （1978年） - 呉服屋
- 西遊記 (NTV)
  - 第3話「三兄弟・天竺への誓い」（1978年） - 黄風大王
  - 第20話「猛吹雪! 三蔵狂乱」（1979年）
- 水戸黄門 (TBS / C.A.L)
  - 第9部 第25話「黄門さまの天狗退治 -館林-」（1979年1月22日） - 万作
  - 第10部 第20話「名工二代志野茶碗 -多治見-」（1979年12月24日）- 五平
  - 第11部
    - 第1話「密命おびた逃亡者 -水戸-」（1980年8月18日） - 義助
    - 第14話「河豚にあたった若旦那 -仙台-」（1980年11月17日） - 喜平
    - 第20話「出世を願った嫁いびり -行田-」（1980年12月29日） - 五助

  - 第14部 第23話「決意を秘めた孤独の剣 -高田-」（1984年4月2日） - 為吉
- 木曜座 / たとえば、愛 第13話（1979年、TBS） - 屋台の主人
- NHK連続テレビ小説
  - 第6作おはなはん （1966年）
  - 第23作 マー姉ちゃん（ 1979年）- 支所長（丸菱炭坑福岡支所） 役
  - 第60作すずらん （1999年）
- あばれはっちゃくシリーズ (ANB)
  - 俺はあばれはっちゃく 第23話 （1979年） - ミハルの旦那
  - 男! あばれはっちゃく （1980年 - 1982年） - 長太郎の祖父
- 新五捕物帳（NTV / ユニオン映画）
  - 第55話「江戸の夢 恋のかんざし」（1979年）- 内藤伴内
- 風神の門 （1980年、NHK） - 村人
- 雪姫隠密道中記 第25話「命を賭けた恩返し -保土ヶ谷-」（1980年、MBS） - 富造
- 柳生あばれ旅 第7話「駿府城秘女の戦い -府中-」（1980年、ANB） - 太平
- 鬼平犯科帳 第2シリーズ 第2話「五年目の客」（1981年、ANB）
- 立花登・青春手控え 第17話「ちゃん」（1982年、NHK）
- 平岩弓枝ドラマシリーズ / 嫁の座 （1982年 - 1983年、CX）
- 新ハングマン 第19話「浮浪者を襲う医大教授と浮気婦人」（1983年、朝日放送 / にっかつ） - 源さん
- 花王 愛の劇場 / 妻の定年（1983年、TBS） - 大滝老人
- また逢う日（1983年、THK）
- NHK新大型時代劇（NHK）
  - 宮本武蔵（1984年） - 木こり
  - 真田太平記（1985年） - 弥兵衛
- ドラマ人間模様 / 花へんろ 風の昭和日記 （1985年、NHK）
- ライスカレー 第9話 （1986年、CX）
- 月曜ドラマランド / 有閑倶楽部 （1986年、CX）
- 御宿かわせみ 第2話「恋娘 江戸川大川端に揺れる恋 男と女の捕物帖」（1989年、ANB）
- 愛しあってるかい! 第7話「赤ちゃん抱いて授業はつらいぜ」（1989年、CX）
- 奇妙な出来事 （CX）
  - 第10話「待合室」（1990年）
  - 第16話「誰かが誰かを愛してる」（1990年）
- 木曜ゴールデンドラマ / 夢と共に去りぬ （1991年、CTV）
- '91新鋭ドラマシリーズ / 水の記憶 MEMORY OF WATER （1991年、TBS）
- 白鳥麗子でございます! （1993年、CX）
- さわやか3組 第7期 神奈川県小田原市編 第9回「ぼくのおじいちゃん」- 渡の祖父  (1993年、NHK)
- 外科医柊又三郎 第10話「本当に腹は黒いか」（1995年、ANB）
- 月曜ドラマスペシャル / 婦人捜査官 小森友子・少女Aの犯罪 （1998年、TBS）
- 土曜ワイド劇場 / 死刑囚永山則夫の母 （1998年、ANB）
- 恍惚の人'99 （1999年、TX）
- 虹色定期便（1999年、NHK） - 留吉
- 向田邦子新春ドラマ あ・うん （2000年、TBS） - イタチ
- トリック 第8話「千里眼の男」（2000年、ANB）
- 土曜特集 / ドラマ 介護ビジネス （2001年、NHK）

### 舞台
- 杉良太郎公演
- 隣人戦争

### CM
- 金冠堂キンカン